# Canadian Centre for Architecture

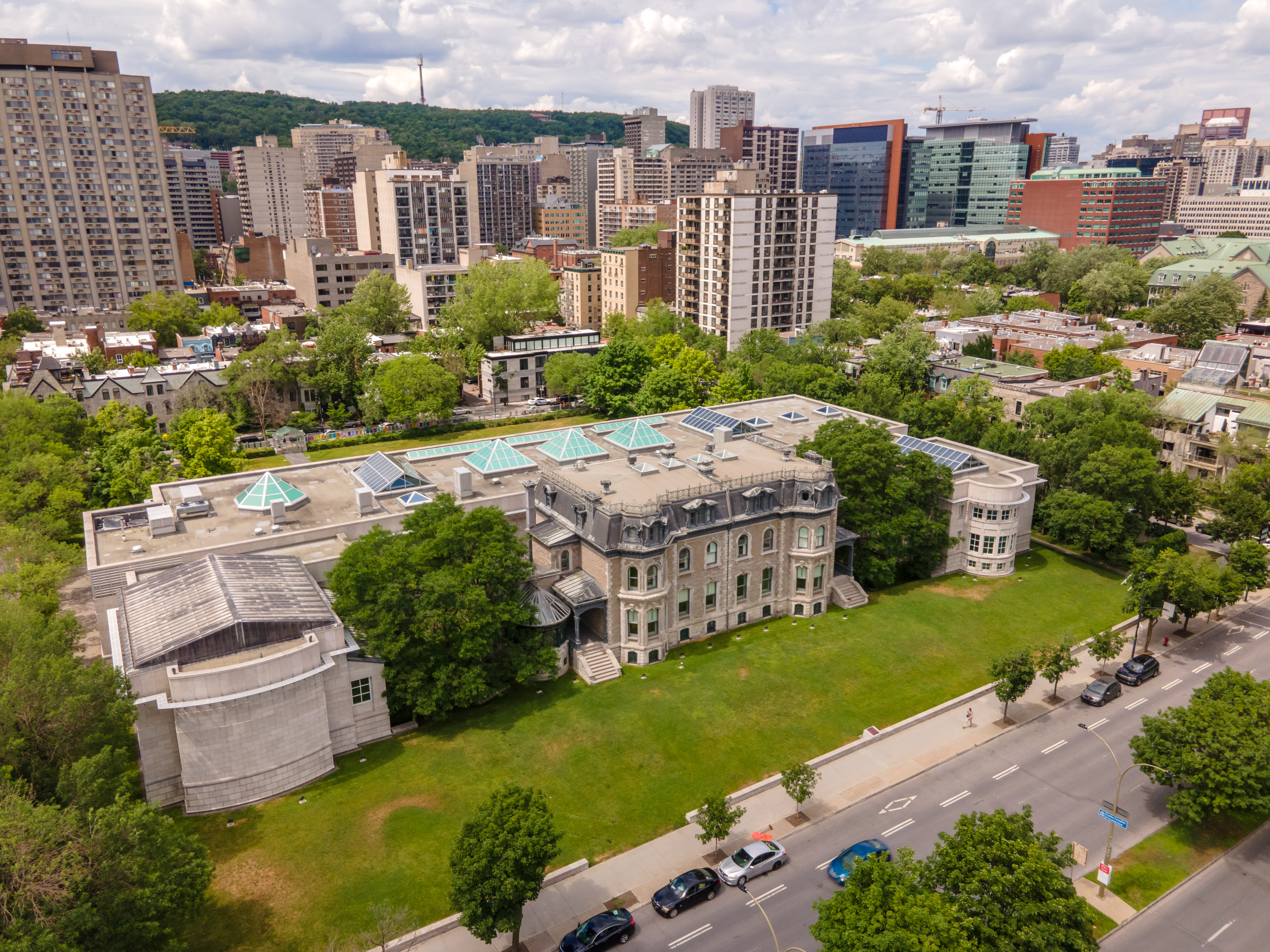
Canadian Centre for Architecture

Das 1979 gegründete und 1989 fertiggestellte Canadian Centre for Architecture (CCA; französisch: Centre Canadien d’Architecture) ist ein Architekturmuseum und Forschungszentrum in Montreal, Québec, Kanada.

## Gebäude und Lage
Das Museum befindet sich in der Rue Baile 1920 (Baile Street 1920), zwischen der Rue Fort (Fort Street) und der Rue Saint-Marc (Saint-Marc Street), im ehemaligen Golden Square Mile. Heute wird es dem Stadtteil Shaughnessy Village im Bezirk Ville-Marie zugeordnet.
Mit einer Fläche von rund 12.000 Quadratmetern beherbergt es unter anderem verschiedene Ausstellungshallen, das Paul Desmarais Theater, eine Buchhandlung, die Bibliothek, Archive und ein öffentlich zugängliches Studienzentrum.
Das CCA bietet Bildungsprogramme und kulturelle Aktivitäten an.
Durch seine Größe, Lage und die Verwendung traditioneller und moderner Materialien – Aluminiumkonstruktionen mit grauem Montrealer Kalkstein – soll die Architektur des CCA-Gebäudes Vergangenheit und Gegenwart verbinden. Die Landschaftsgestaltung, einschließlich des dem Gebäude gegenüberliegenden CCA-Skulpturengartens an der Südseite des René Lévesque Boulevards, wurde unter Berücksichtigung der jeweiligen Ökologie des jeweiligen Standorts gestaltet. Die meisten Räume von Shaughnessy House wurden in ihren ursprünglichen Zustand von 1874 zurückversetzt.

## Geschichte

### Gründung und Ziele
Das CCA wurde 1979 von der Montrealer Architektin Phyllis Lambert gegründet und zwischen 1985 und 1989 vom Montrealer Architekten Peter Rose entworfen und erbaut. Der Entwurf des Museums bezog das für Thomas Shaughnessy erbaute Herrenhaus Shaughnessy House ein. Die Anlage verfügt über einen Architekturgarten an der Südseite des René Lévesque Boulevards. Der Skulpturengarten wurde vom Architekten Melvin Charney entworfen.
Ziel des Zentrums war es, das öffentliche Bewusstsein für die Rolle der Architektur in der Gesellschaft zu fördern, die wissenschaftliche Architekturforschung zu unterstützen und innovative Designprojekte zu fördern.

### Shaughnessy House

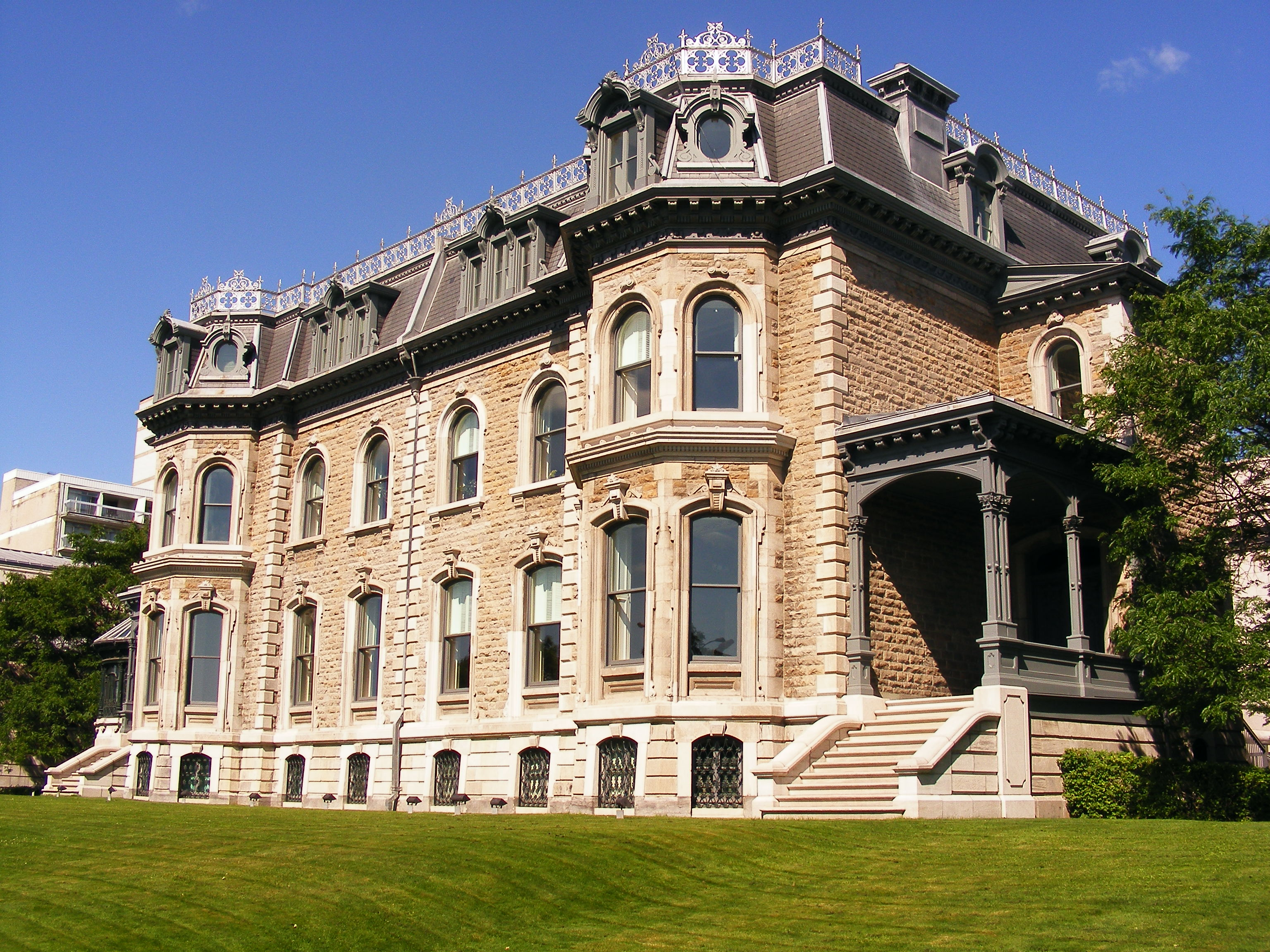
Shaughnessy House, erbaut 1874

Shaughnessy House ist ein Herrenhaus im Stil des Second Empire und wurde 1874 nach Plänen von William Tutin Thomas erbaut.
Phyllis Lambert erwarb das Anwesen 1974, um seinen Abriss zu verhindern.
Das heutige Gebäude, das 1989 als Teil des Museums eröffnet wurde, ist eines der wenigen öffentlich zugänglichen Herrenhäuser aus dem 19. Jahrhundert in Montreal. Die Konservierungs- und Restaurierungsarbeiten von Shaughnessy House mit einer Grundfläche von über 1900 Quadratmetern wurden unter der Leitung von Denis Saint-Louis durchgeführt. Im Inneren befinden sich unter anderem der Devencore-Wintergarten und die Empfangsräume.

## Sammlung und Ausstellungen
Das CCA verfügt über umfangreiche Sammlungen von Büchern und Artefakten zu Themen der gebauten Umwelt und bestimmten Aspekten des Industriedesigns. Zusätzlich zu allgemeinen Sammlungen finden sich Spezialsammlungen, beispielsweise zu Architekturspielen für Kinder, Weltausstellungen und ihrer Architektur sowie bedeutende Architekte wie Ernest Cormier, Peter Eisenman, Arthur Erickson, John Hejduk, Cedric Price, Aldo Rossi, James Stirling oder der Künstler Gordon Matta-Clark.
Das Zentrum veranstaltet regelmäßig Ausstellungen mit Forschungsarbeiten zu verschiedenen Themen und verschiedenen Aspekten der eigenen Sammlungen sowie Wanderausstellungen anderer Museen.
Im Skulpturengarten finden sich eine Unterschale des unteren Teils des Shaughnessy-Herrenhauses in Originalgröße sowie verschiedene Skulpturen und Konstruktionen, die sich mit dem Thema Architektur befassen.

## Auszeichnungen
Das CCA erhielt 1992 den Honor Award for Architecture des American Institute of Architects und die Governor General's Medal in Architecture.
Als „Van Horne / Shaughnessy House“ ist es seit 1973 als National Historic Site of Canada und seit 6. Februar 1974 als Historical Monument of Quebec aufgeführt.